# Ignaz Ludwig
Ignaz Ludwig (1901) è stato un calciatore austriaco, di ruolo allenatore.

## Carriera

### Club
Divide la sua carriera tra Austria e Ungheria.

### Nazionale
Esordisce il 4 maggio del 1924 contro l'Ungheria (2-2).